# Minuteman (missil)
 For alternative betydninger, se Minuteman (flertydig). (Se også artikler, som begynder med Minuteman)
Minuteman er et strategisk ballistisk missil indeholdende flere atomsprænghoveder. Fortrinsvis tænkt anvendt som såkaldt "first strike weapon". Navnet Minuteman kommer fra general Washingtons militsfolk der skulle kunne stille våbenføre på få minutter under den amerikanske revolution. Minuteman missilprogrammet startede i 1960.
Mark 1 fra 1962, Mark 2 fra 1965, Mark 3 fra 1970.
Missilet er et langdistancevåben (rækkevidde ca. 10.000 km), og det har en startvægt på 36 ton og en længde på 18 meter. Minuteman arbejder på grundlag af faste brændstofmotorer, som i modsætning til motorer med flydende brændstof er meget hurtigere at klargøre og nemmere at servicere. Det affyres fra en underjordisk silo og når en maksimal hastighed lige over mach 23 (ca. 24.000 km/t.) Flyvehøjden er på omkring 1120 kilometer. Den moderniserede udgave af missilet bruges stadig.